# Quentin Bajac

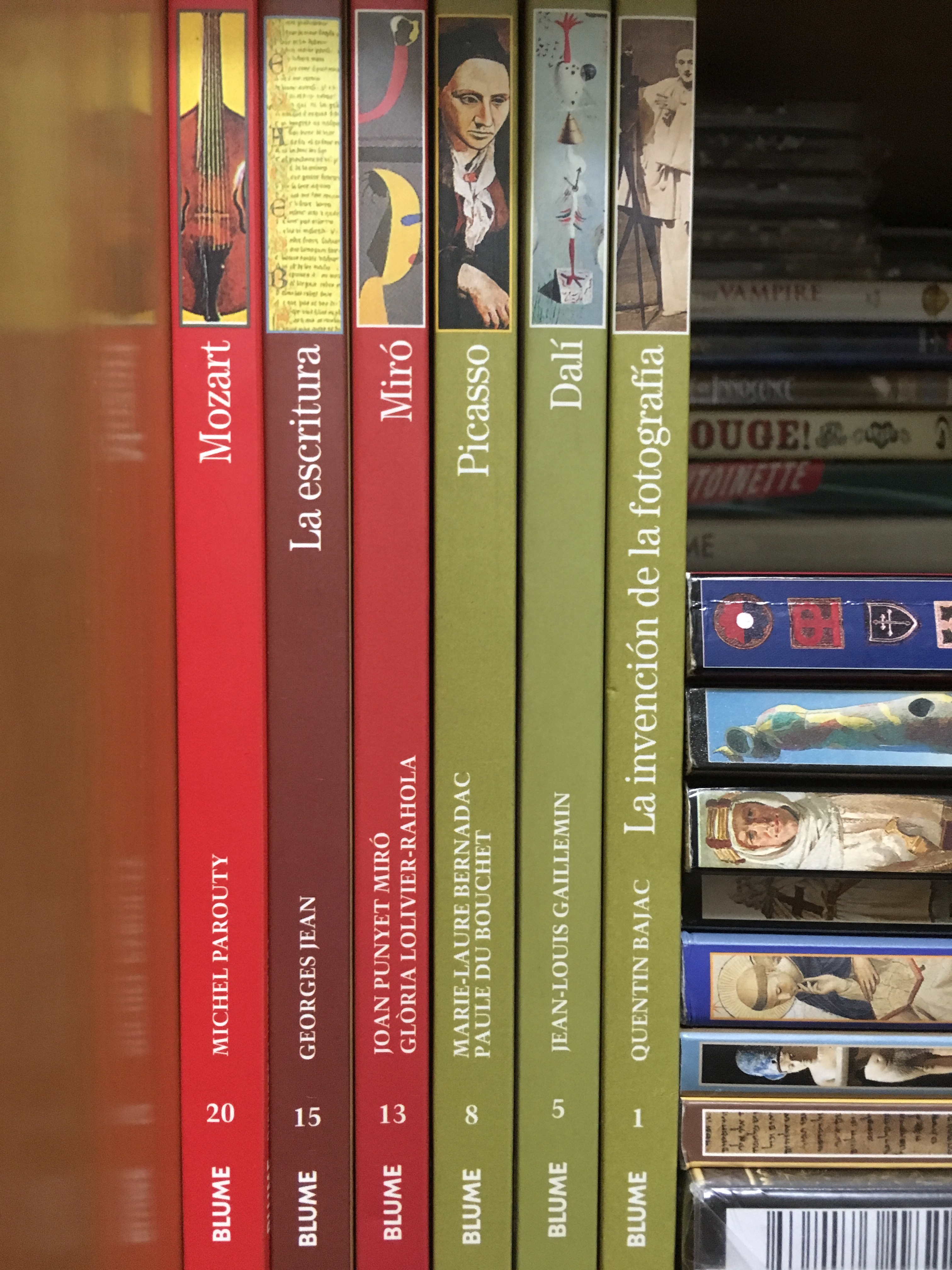
Biblioteca Ilustrada (Lomos)

Quentin Bajac (* 1965, Paříž) je francouzský muzejní kurátor a historik umění specializující se na dějiny fotografie. Je ředitelem Galerie nationale du Jeu de Paume v Paříži.
Bajac zastával pozice v Muzeu Orsay (1995-2003), Centru Georges Pompidou (2003-2010), Musée National d'Art Moderne a École du Louvre (2010-2013) a Muzeu moderního umění (MoMA) (2013 –2018). Publikoval řadu prací o fotografii, zejména třídílnou sérii – La photographie – o historii fotografie (2000–2010), která patří do sbírky knižní série Horizonty, a také Parr by Parr: Besedy s promiskuitním fotografem (2011), Stephen Shore: Solving Pictures (2017), Being Modern MoMA v Paříži (spoluautor s Olivierem Michelonem, 2017).
V roce 2013 byl Bajac jmenován rytířem Řádu umění a literatury.

## Životopis
Po získání diplomu na Institutu national du patrimoine byl Bajac v roce 1995 jmenován kurátorem fotografie v Musée d'Orsay a poté v roce 2003 nastoupil do Centre Georges Pompidou, kde byl přidruženým kurátorem v oddělení fotografie. V roce 2010 byl jmenován vedoucím Cabinet de la Photographie v Musée national d'art moderne a profesorem na École du Louvre. V lednu 2013 byl jmenován hlavním kurátorem fotografie v Muzeu moderního umění (MoMA) v New Yorku. Bajac zůstal na tomto postu v MoMA až do listopadu 2018, kdy se stal ředitelem Galerie nationale du Jeu de Paume v Paříži.
Bajac je kurátorem různých výstav o fotografii 19. století a současné fotografii, zejména organizoval En collaboration avec le Soleil, Victor Hugo, photographies de l'exil (1998), Tableaux vivants: Fantaisies photographiques victoriennes (1999), La Commune photographiée (2000), Dans le champ des étoiles: Les photographes et le ciel, 1850-2000 (2000), Le Daguerréotype français: Un objet photographique (2003), William Klein (2005), La Subversion des images: Surréalisme, photographie, film (2009) a Voici Paris: Modernités photographiques, 1920–1950 — La collection Christian Bouqueret (2012). Jako hlavní kurátor fotografie v MoMA organizoval A World of its Own: Photographic Practices in the Studio (2014), Scenes for a New Heritage: Contemporary Art from the Collection (2015) a Stephen Shore (2018).

## Vyznamenání
- 2013: Řád umění a literatury, Chevalier (rytíř)[7]

## Série knihLa photographie
- L'image révélée: L'invention de la photographie, kolektiv autorů, knižní série Horizonty, Découvertes Gallimard (nº 414), série Arts. Paříž: Gallimard, 2001 ISBN 2-070-76167-3
  - Americké vydání – The Invention of Photography, knižní série Horizonty, Abrams Discoveries. New York: Harry N. Abrams, 2002 ISBN 9780810928275
  - Britské vydání – The Invention of Photography: The First Fifty Years, knižní série Horizonty. Londýn: Thames & Hudson, 2002 ISBN 9780500301111
- La photographie: L'époque moderne 1880-1960, kolektiv autorů, Découvertes Gallimard (nº 473), série Arts. Paříž: Gallimard, 2005 ISBN 978-2-070-30069-3
- Après la photographie?: De l'argentique à la révolution numérique, kolektiv autorů, Découvertes Gallimard (nº 559), série Arts. Paříž: Gallimard, 2010 ISBN 9782070358168

## Publikace
- L'ABCdaire du Musée d'Orsay, Flammarion, 1999 ISBN 978-2080124777
- Tableaux vivants. Fantaisies photographiques victoriennes, 1840-1880 , Réunion des Musées Nationaux, 1999 ISBN 978-2711838660
- S Alainem Sayagem a Martine d'Astier, Lartigue : l'album d'une vie, 1894-1986, 2003
- S Christianem Caujollem, The Abrams Encyclopedia of Photography, Harry N. Abrams, 2004
- S Clémentem Chérouxem, Collection photographies: une histoire de la photographie à travers les collections du Centre Pompidou, Musée national d'art moderne, koédition Centre Pompidou/Steidl, 2007 ISBN 978-2-84426-348-3
- S C. Chérouxem, La subversion des images : surrealismus, fotografie, film, vyd. Centre Pompidou, 2009 ISBN 978-2-84426-390-2
- Le corps en éclats, vyd. Centre Pompidou, 2009 ISBN 978-2844265432
- Miroslav Tichý, vyd. Centre Pompidou, 2009 ISBN 978-2844263643
- La photographie, du daguerréotype au numérique, kolektiv autorů, knižní série Horizonty, Découvertes Gallimard Hors. Paříž: Gallimard, 2010 ISBN 978-2-070-13066-5
- C. Chéroux ed., s Man Ray, Man Ray : Portraits: Paris - Hollywood - Paris, Ed. du Centre Pompidou, 2010 ISBN 978-2844264824
  - Man Ray: Portraits: Paříž, Hollywood, Paříž : z Man Ray Archives Centre Pompidou, Prestel Pub, 2011
- S Martinem Parrem, Le mélange des žánrs, Textuel, 2010 ISBN 978-2845973916
- Parr by Parr: Quentin Bajac se setkává s Martinem Parrem : Besedy s promiskuitním fotografem, Schilt, 2010
- Mimmo Jodice. Les Yeux du Louvre , Paříž/Arles, coéd. Musée du Louvre/Actes Sud, 2011 ISBN 978-2-7427-9867-4
- Se Sylvií Aubenasovou, Brassaï, le flaneur nocturne, Gallimard, 2012 ISBN 978-2070121014
- Robert Doisneau : «Pêcheur d'images», kolektiv autorů, knižní série Horizonty, Découvertes Gallimard (nº 581), série Arts. Paříž: Gallimard, 2012 ISBN 9782070445813
- S Olivierem Michelonem, Being Modern: MoMA in Paris, Thames & Hudson, 2017
- Stephen Shore: Solving Pictures, Thames & Hudson, 2017